# Svart dvärgnäshornsfågel
Svart dvärgnäshornsfågel (Horizocerus hartlaubi) är en fågel i familjen näshornsfåglar inom ordningen härfåglar och näshornsfåglar.

## Utseende och läte
Svart dvärgnäshornsfågel är som namnet avslöjar en liten näshornsfågel. Den har en unik kombination av mörk fjäderdräkt och ett brett vitt ögonbrynsstreck som sträcker sig bak i nacken. Enda arten i liknande storlek i dess utbredningsområde är den mer rödaktiga dvärgtokon, men denna art har mindre tydlig gräns mellan det mörka bröstet och vita buken. Vidare är det långa ögonbrynsstrecket unikt. Lätet är ett upprepat "yep yep yep yep", som ibland följs av ett ylande ljud.

## Utbredning och systematik
Svart dvärgnäshornsfågel förekommer från Sierra Leone till Demokratiska republiken Kongo (väster om Kongofloden). Tidigare inkluderades vitfläckig dvärgnäshornsfågel (H. granti) i arten, men denna urskiljs sedan 2014 som egen art av Birdlife International och IUCN, sedan 2023 även av eBird/Clements och IOC.

## Levnadssätt
Dvärgnäshornsfågeln hittas nedanför trädkronorna i ursprunglig skog, ofta i områden rika på klängväxter.

## Status
IUCN kategoriserar den som livskraftig.

## Namn
Fågelns vetenskapliga artnamn hedrar Gustav Hartlaub (1814-1900), tysk ornitolog och samlare.